# Kōriki Kiyonaga
Kōriki Kiyonaga est un nom japonais traditionnel ; le nom de famille (ou le nom d'école), Kōriki, précède donc le prénom (ou le nom d'artiste).
Kōriki Kiyonaga (高力 清長, 1530-12 mars 1608) est un daimyo de la fin de l'époque Azuchi Momoyama et du début de l'époque d'Edo. Originaire de la province de Mikawa, Kiyonaga sert durant les batailles du clan Tokugawa jusqu'en 1600.
Né à Mikawa, Kiyonaga est d'abord au service de Tokugawa Ieyasu en 1552. À Mikawa, il est un des trois magistrats (san-bugyō) d'Ieyasu avec Amano Yasukage et Honda Shigetsugu. Yasukage est connu pour sa patience, Shigetsugu pour son courage et Kiyonaga pour sa clémence ; cette clémence lui vaut le surnom de « Bouddha Kōriki » (Hotoke Kōriki, 仏高力).
Kiyonaga est aussi actif dans plusieurs batailles. Il transporte des provisions au château d'Otaka lors de la bataille d'Okehazama, aide à la répression du mouvement des Ikkō-ikki dans la province de Mikawa, participe à la pacification de la province de Tōtōmi et prend part à la bataille de Komaki et Nagakute. Kiyonaga aide également à la construction de navires pour la guerre de sept ans.
Kiyonaga devient daimyo en 1590 lorsqu'il reçoit le domaine d'Iwatsuki d'une valeur de 20 000 koku. Comme son fils Masanaga le précède dans la mort, Kiyonaga se retire après la bataille de Sekigahara et transmet la position de chef de famille à son petit-fils Tadafusa.

## Source de la traduction
- (en) Cet article est partiellement ou en totalité issu de l’article de Wikipédia en anglais intitulé « Kōriki Kiyonaga » (voir la liste des auteurs).